# Бюргарон
Бюргаро́н (фр. Burgaronne) — коммуна во Франции, находится в регионе Аквитания. Департамент — Атлантические Пиренеи. Входит в состав кантона Ортез и Тер-де-Гав и дю Сель. Округ коммуны — Олорон-Сент-Мари.
Код INSEE коммуны — 64151.

## География

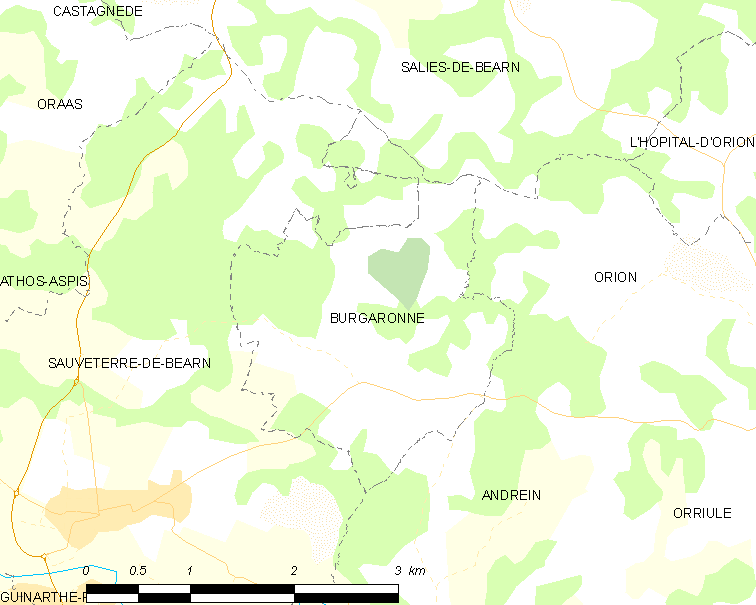
Карта коммуны

Коммуна расположена приблизительно в 660 км к югу от Парижа, в 165 км южнее Бордо, в 50 км к западу от По.

### Климат
Климат тёплый океанический. Зима мягкая, средняя температура января — от +5°С до +13°С, температуры ниже −10 °C бывают редко. Снег выпадает около 15 дней в году с ноября по апрель. Максимальная температура летом порядка 20-30 °C, выше 35 °C бывает очень редко. Количество осадков высокое, порядка 1100 мм в год. Характерна безветренная погода, сильные ветры очень редки.

## Население
Население коммуны на 2010 год составляло 99 человек.
| 1962 | 1968 | 1975 | 1982 | 1990 | 1999 | 2010 |
| ---- | ---- | ---- | ---- | ---- | ---- | ---- |
| 58   | 48   | 60   | 86   | 94   | 99   | 99   |

## Администрация
| Период | Период | Фамилия         | Партия | Примечания |
| ------ | ------ | --------------- | ------ | ---------- |
| 1995   | 2008   | Андре Маримборд |        |            |
| 2008   | 2020   | Жан Итюррья     |        |            |

## Экономика
В 2010 году среди 66 человек трудоспособного возраста (15-64 лет) 44 были экономически активными, 22 — неактивными (показатель активности — 66,7 %, в 1999 году было 63,1 %). Из 44 активных жителей работали 42 человека (26 мужчин и 16 женщин), безработных было 2 (1 мужчина и 1 женщина). Среди 22 неактивных 7 человек были учениками или студентами, 10 — пенсионерами, 5 были неактивными по другим причинам.

## Достопримечательности
- Церковь Св. Стефана (1-я четверть XX века)[4]